# Tresserve
Tresserve ist eine französische Gemeinde mit 2927 Einwohnern (1. Januar 2022) im Département Savoie in der Region Auvergne-Rhône-Alpes. Sie gehört zum Arrondissement Chambéry und ist Mitglied im Gemeindeverband Communauté d’agglomération Grand Lac. Die Bewohner werden Tresserviens und Tresserviennes genennt.

## Geographie
Tresserve liegt auf 320 m, nahe bei Aix-les-Bains, etwa 13 Kilometer nördlich der Stadt Chambéry (Luftlinie). Das Dorf erstreckt sich im Nordwesten des Département Savoie, im Alpenvorland am Westfuß des Mont Revard, auf einem Höhenrücken über dem Ostufer des Lac du Bourget.
Die Fläche des 2,77 km² großen Gemeindegebiets (ohne Seeanteil) umfasst einen Abschnitt am Ostufer des Lac du Bourget. Die Seeuferlinie beträgt rund 3,5 km, wobei die nördliche Abgrenzung auf dem in den See vorgeschobenen Schwemmkegel des Sierroz liegt. Vom Seeufer erstreckt sich das Gemeindeareal ostwärts auf den Höhenrücken von Tresserve und bis in die östlich angrenzende breite Talniederung des Tillet. Auf dem Höhenrücken wird mit 331 m die höchste Erhebung von Tresserve erreicht.
Nachbargemeinden von Tresserve sind Aix-les-Bains im Norden und Osten, Viviers-du-Lac im Süden, Le Bourget-du-Lac und Bourdeau im Westen sowie La Chapelle-du-Mont-du-Chat im Nordwesten.

## Geschichte
Am Ufer des Lac du Bourget bestanden während der Bronzezeit verschiedene Pfahlbautensiedlungen, darunter auch eine in Tresserve (45° 40′ 12,8″ N, 5° 53′ 33,2″ O). Ihre Überreste liegen unter dem Wasserspiegel des Lac du Bourget und wurden 2011 in die Liste prähistorischer Pfahlbauten um die Alpen des UNESCO-Welterbes aufgenommen und in Frankreich als Monument historique klassifiziert. Dendrochronologische Untersuchungen ergaben Fälldaten, die von 990 v. Chr. bis 805 v. Chr. reichen. Weitere Funde, darunter die Überreste einer Palisade, die mit der Radiokarbonmethode datiert wurden, wiesen eine noch ältere Siedlungsperiode aus dem 11. Jahrhundert v. Chr. nach.
Auch zu gallo-römischer war der Ort besiedelt, aus dieser Zeit ist eine Grabinschrift erhalten.
Im Mittelalter erfolgte die erste urkundliche Erwähnung von Tresserve 1340 unter dem heutigen Namen. Aus späterer Zeit sind die Abwandlungen Treserva (1414), Tresserva (1497), Tresselve (1568) und Troiserve (1690) überliefert. Der Ortsname setzt sich aus den altfranzösischen Wörtern tres (jenseits) und serve (Wald) zusammen. Bis ins 16. Jahrhundert gehörte Tresserve zum Herrschaftsgebiet der Familie La Ravoire, danach kam es an die Herrschaft Aix.

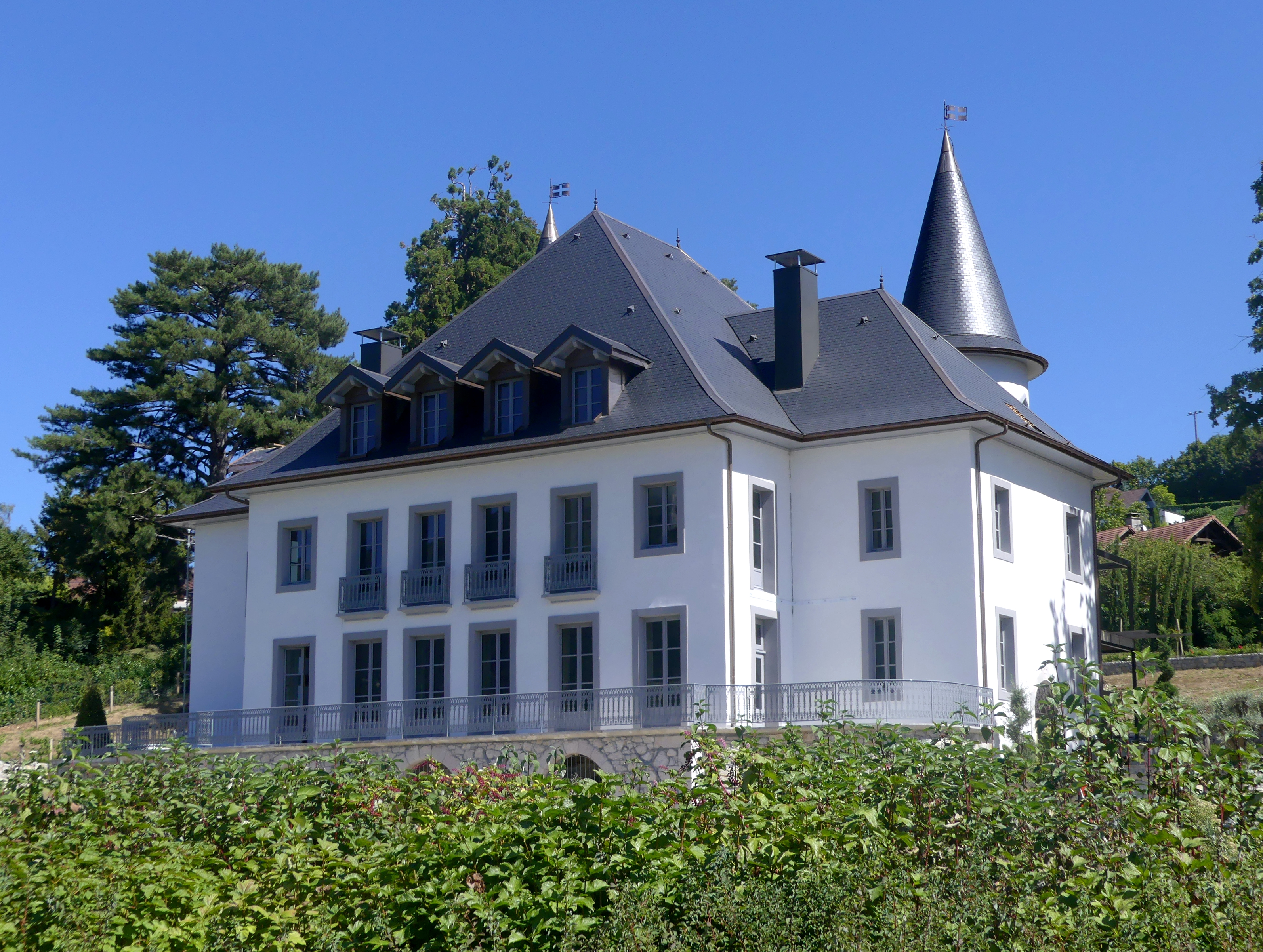
Das restaurierte Château de Bonport

Direkt am Ufer unterhalb des Höhenrücken von Tresserve steht das gegen Ende des 16. Jahrhunderts erbaute Château de Bonport. Ursprünglich Zentrum eines von Emanuel Philibert von Savoyen zur Herrschaft erhobenen Besitzes, brannte es im Sommer 2008 vollständig aus, nachdem es zuvor als Nachtclub genutzt worden war. Nicolas Claret-Tournier, Hotelier in Courchevel, kaufte das Schloss, in dem er seine Kindheit verbrachte, und ließ es bis 2021 mithilfe einer Investition von 7,5 Millionen € identisch restaurieren, um einen exklusiven Ort für Veranstaltungen anzubieten.
Die englische Pflanzensammlerin Ellen Willmott kaufte mit ihrer Schwester Rose 1890 ein Haus in Tresserve und legte einen ausgedehnten Garten an, der unter anderem 11.000 Rosenbüsche enthielt. Das Gebäude brannte 1907 ab, wurde von Willmott aber wieder aufgebaut. Es ist heute das Bürgermeisteramt der Gemeinde.

## Sehenswürdigkeiten

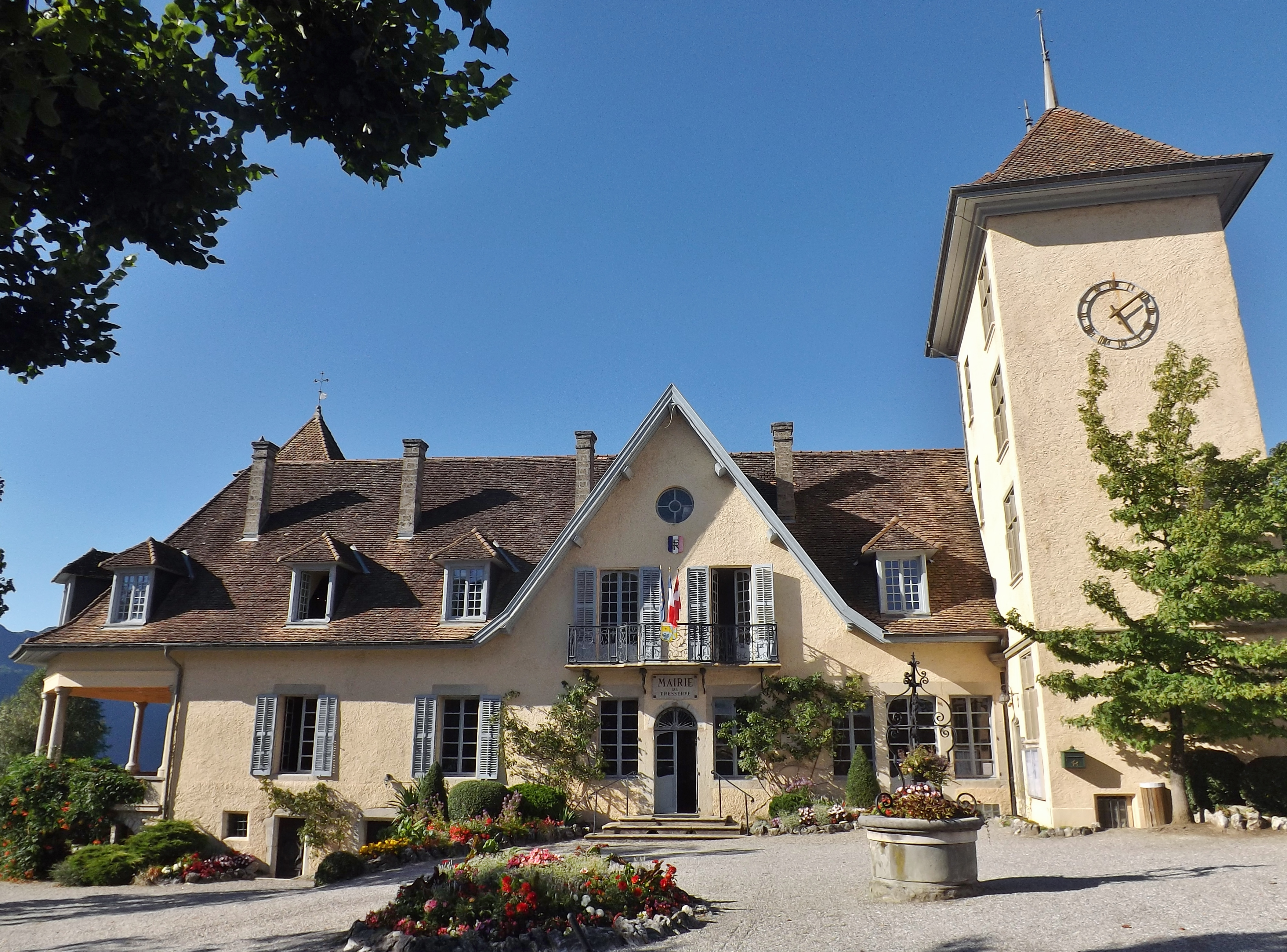
Mairie von Tresserve

Die Dorfkirche von Tresserve wurde im 19. Jahrhundert errichtet. Weitere Sehenswürdigkeiten bilden das Schloss, das Gemeindehaus, das Maison du Diable und der Turm Bugnard (Observatorium).

## Bevölkerung
Mit 2927 Einwohnern (1. Januar 2022) gehört Tresserve zu den mittelgroßen Gemeinden des Département Savoie. Seit Beginn der 1960er Jahre wurde dank der attraktiven Wohnlage eine markante Bevölkerungszunahme verzeichnet. Seither hat sich die Einwohnerzahl mehr als verdreifacht. Das Siedlungsgebiet von Tresserve ist heute mit demjenigen von Aix-les-Bains beinahe lückenlos zusammengewachsen.
| Jahr                       | 1962 | 1968 | 1975 | 1982 | 1990 | 1999 | 2006 | 2016 |
| Einwohner                  | 903  | 1124 | 1457 | 1781 | 2806 | 2987 | 3141 | 3045 |
| Quellen: Cassini und INSEE |      |      |      |      |      |      |      |      |

## Wirtschaft und Infrastruktur
Tresserve war bis ins 20. Jahrhundert hinein ein vorwiegend durch die Landwirtschaft und die Fischerei geprägtes Dorf. Daneben gibt es einige Betriebe des Klein- und Mittelgewerbes. Mittlerweile hat sich das Dorf zu einer Wohngemeinde gewandelt. Viele Erwerbstätige sind Wegpendler, die hauptsächlich im Raum Aix-les-Bains und Chambéry ihrer Arbeit nachgehen.
Die Ortschaft ist verkehrsmäßig gut erschlossen. Sie liegt oberhalb der Hauptstraße D1201, die von Chambéry entlang dem Ostufer des Lac du Bourget nach Aix-les-Bains führt. Hinter dem Höhenzug von Tresserve verläuft die Bahnstrecke Culoz–Modane, die in Aix-les-Bains den nächstgelegenen Bahnhof hat. Der nächste Anschluss an die Autobahn A41 befindet sich in einer Entfernung von rund vier Kilometern.

## Gemeindepartnerschaft
Mit der italienischen Gemeinde Avigliana im Piemont besteht eine Partnerschaft.

## Persönlichkeiten
- Georges Parent (1885–1918), französischer Radsportler, geboren in Tresserve